# Караччоло, Марино
Мари́но Асканио Кара́ччоло (итал. Marino Ascanio Caracciolo; 1468, Неаполь, Неаполитанское королевство — 28 января 1538, Милан, Миланское герцогство) — итальянский дипломат и кардинал, второй губернатор Милана.

## Биография
Будучи протонотариусом Льва X, Караччоло был послан им в Германию, чтобы склонить саксонского курфюрста к выдаче Лютера в руки папы. Затем от имени императора Карла V вёл переговоры по вопросу о заключении мира с Миланом и, наконец, был назначен правителем Милана, после смерти последнего герцога.